# Orthosia ventensis
Orthosia ventensis är en oleanderväxtart som först beskrevs av Morillo, och fick sitt nu gällande namn av Morillo. Orthosia ventensis ingår i släktet Orthosia och familjen oleanderväxter. Inga underarter finns listade i Catalogue of Life.